# Chlorosoma laticeps
Chlorosoma laticeps — вид змій родини полозових (Colubridae). Мешкає в Болівії і Бразилії.

## Поширення і екологія
Chlorosoma laticeps відомі за кількома зразками, зібраними в Болівії і Бразилії. Вони живуть в тропічних лісах. Ведуть наземний або напівдеревний спосіб життя.